# Segesta
Segesta (sicilsky: Seggesta) byla politickým centrem elymského národa. Je umístěna v severozápadní části Sicílie, v provincii Trapani v obci Calatafirmi-Segesta.

## Jméno
Podle tradičního příběhu použitého ve Vergiliově Aeneidě byla Segesta z větší části založena tehdejším místním vládcem Acestem a některými z Aeneových následníků, kteří se rozhodli zde zůstat po Acestově boku a založit město jménem Acesta. Byla známa i domněnka, že původní město Acesta či Egesta bylo přejmenováno na Segestu Římany, aby se tak vyhnuli latinskému výkladu tohoto slova zvěstujícímu špatná znamení. Na základě nalezených mincí však bylo dokázáno, že město se nazývalo Segestou i v dřívějším období.

## Historie

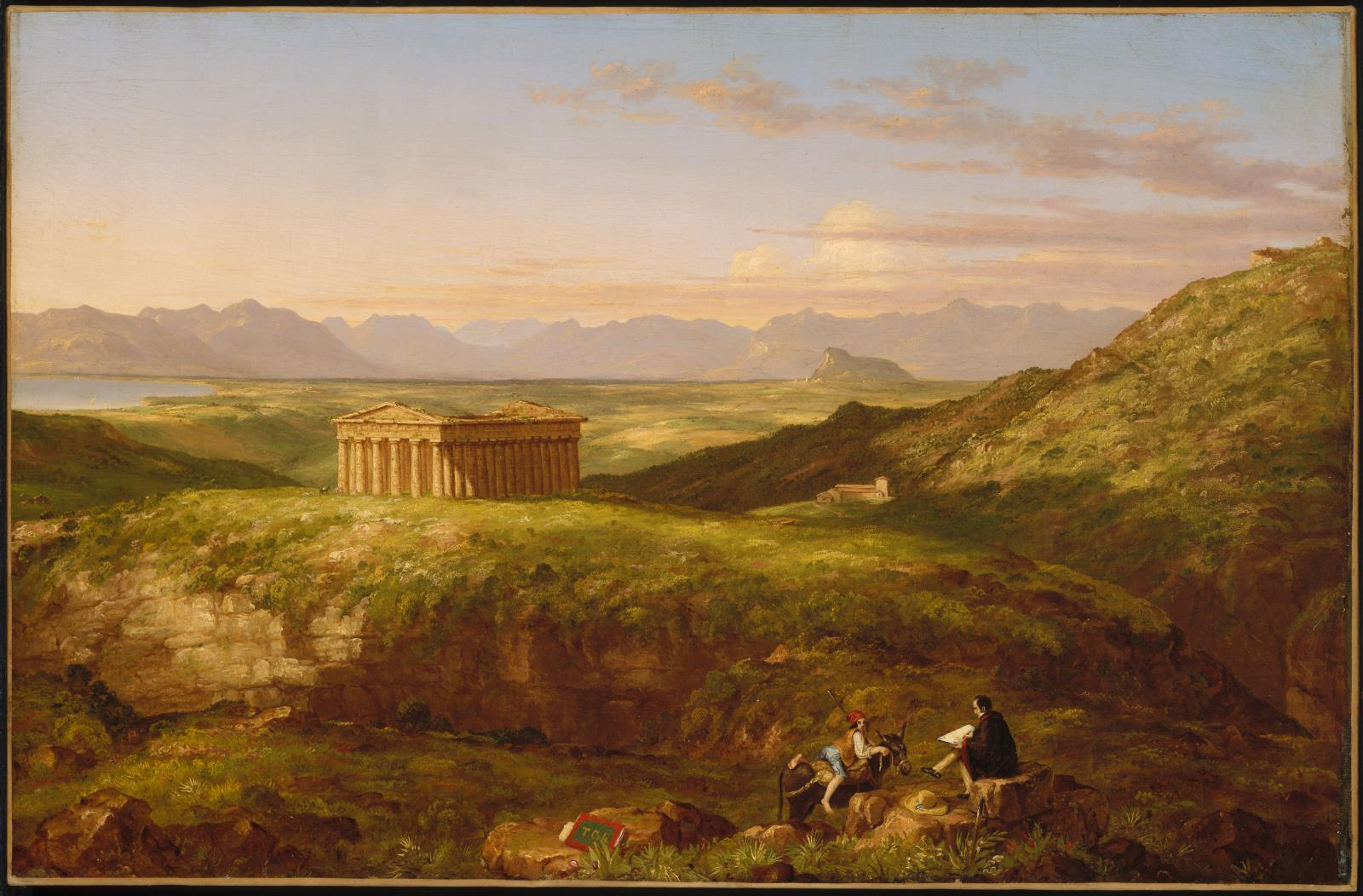
Segesta na obraze Thomase Colea.

Segesta (řecky nazývaná Egesta) byla jedním z velkých měst Elymů, což byli jedni ze tří původních národů Sicílie. Populace Segesty se skládala z Elymů a iónských Řeků, přestože se Elymové brzy helenizovali a převzali vnější znaky řeckého života.
Toto město bylo po dlouhou dobu v konfliktu se Selinúntem (dnes Selinunte), který se pravděpodobně snažil zajistit si přístav na pobřeží Tyrhénského moře. První bitvy mezi těmito městskými státy se odehrály mezi lety 580–576 př. n. l. a znovu pak roku 454 př. n. l., ale později měl mít konflikt dopad na celou Sicílii. Roku 415 př. n. l. požádala Segesta o pomoc Athény, což vedlo ke katastrofální athénské výpravě na Sicílii (415–413 př. n. l.). Později Segesta požádala o pomoc Kartágince, kteří s Řeky dlouhodobě vedli války o Sicílii, a ti Selinús srovnali se zemí. Segesta nadále setrvala ve spojenectví s Kartágem, kvůli čemuž byla roku 397 př. n. l. obléhána Dionýsiem Syrakuským a o 90 let později zničena Agathoklem. Z této porážky se však zotavila.

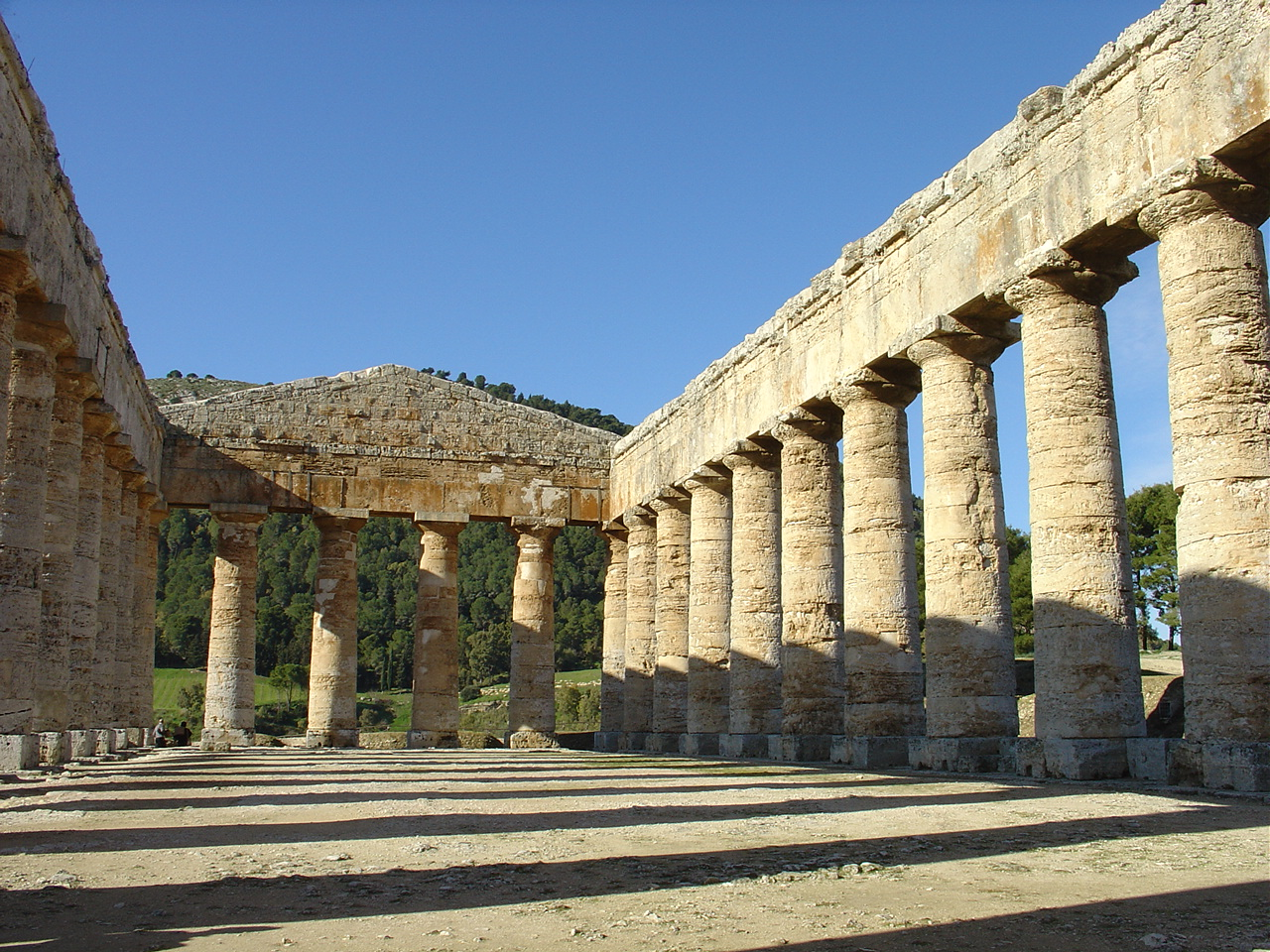
Pohled do vnitřku chrámu

V roce 276 př. n. l. se město spojilo s králem Pyrrhem, avšak již roku 260 př. n. l. změnilo strany a podvolilo se Římanům. Město za svojí alianci s Kartágem nebylo potrestáno díky společnému mytickému původu Římanů a Elymů (oba národy byly podle legend potomci uprchlíků z Tróji) a naopak mu byl přiznán status svobodného města.
Roku 104 př. n. l. zde vypukla vzpoura otroků vedená Athenionem.
O historii města během římské nadvlády je známo velice málo, ale je pravděpodobné, že se obyvatelstvo postupně přesunovalo do přístavního města Castellammare del Golfo, kde byly lepší obchodní příležitosti. Historie města pak byla ukončena nájezdem germánského kmene Vandalů.

## Současný stav a vědecké poznatky

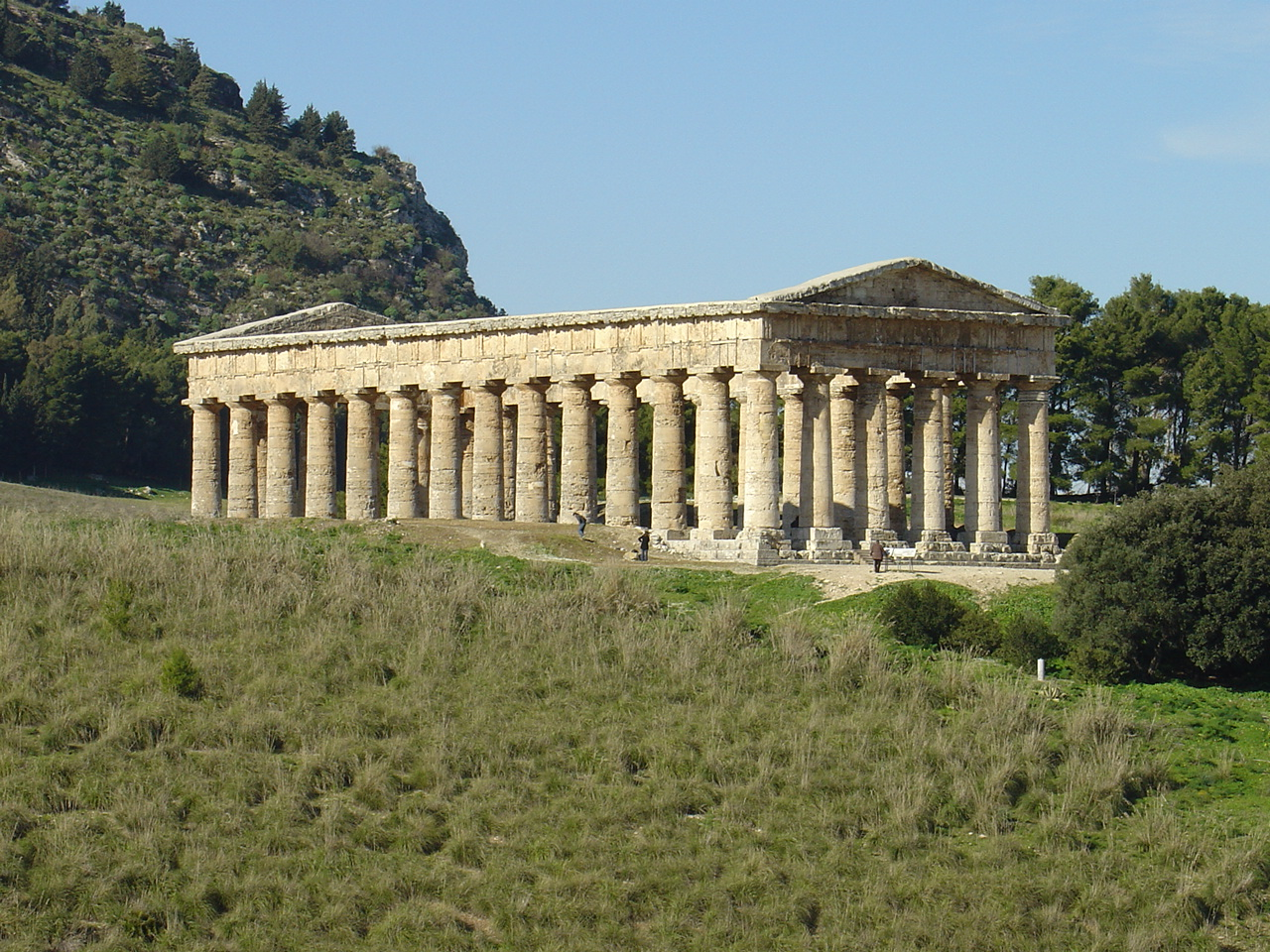
Fotka chrámu z roku 2006

Zbytky města se nacházejí na vrchu Monte Barbaro ve výšce 305 metrů nad mořem. Město bylo chráněno na několika místech příkrým srázem a poblíž chrámu, kde nebyl svah tak prudký, byly postaveny obranné zdi. Z vrcholu je dobrý pohled na údolí vedoucí k zálivu Castellamare. Město ve své době kontrolovalo velké množství cest vedoucích mezi pobřežím na severu a venkovskými oblastmi. O struktuře města je známo velice málo. Letecká fotografie naznačuje běžnou strukturu města vystavěného na terasách, čímž se stavitelé vyhýbali zdejšímu příkrému terénu. Současné zbytky mohou pocházet z rekonstrukce po zničení města Agathoklem.
Nedávné archeologické práce odhalily, že místo bylo znovu obydleno muslimy, a to za normanské nadvlády. Vykopávky odhalily muslimské pohřebiště a mešitu pocházející ze 12. století nacházející se vedle normanského hradu. Důkazy naznačují, že mešita byla zničena po příchodu nového křesťanského panovníka někdy po roce 1200. Město bylo nakonec opuštěno během 2. poloviny 13. století.

## Architektonické památky

### Chrám

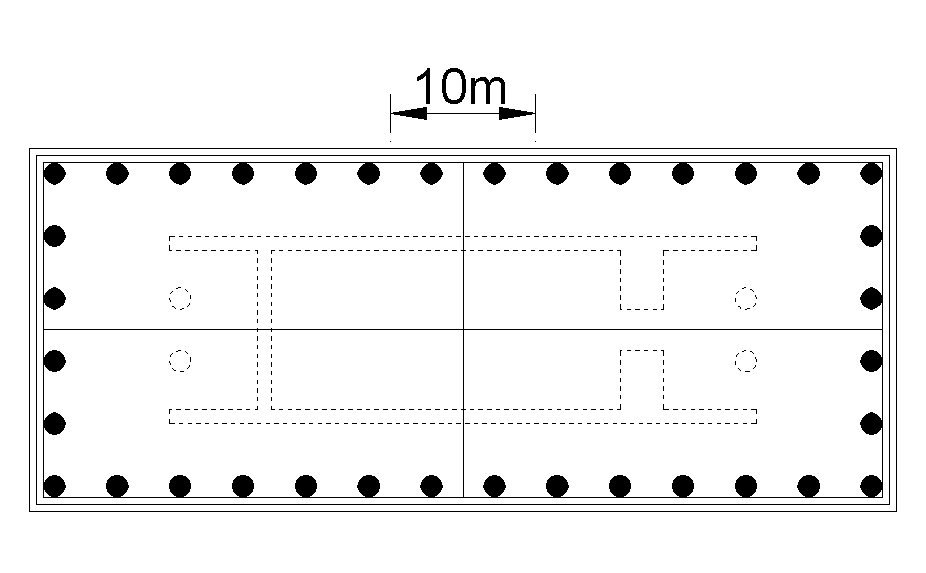
Plán chrámové stavby

Na kopci mimo oblasti starověké Segesty leží neobvykle dobře zachovaný dórský chrám. Byl postaven někdy ke konci 5. století př. n. l., má šest sloupů na šířku a čtrnáct sloupů na délku s třístupňovým podkladem měřícím 21x56m. Mnoho důkazů naznačuje, že chrám nebyl nikdy úplně dokončen. Sloupy nebyly vlnité, jak to bylo obvyklé u dórských chrámů, a v blocích tvořících podklad se stále nacházejí poutka (používala se pro zvedání bloků na místo a poté se většinou vyjmula). Chybí mu také cella a nikdy nebyl zastřešen. Tento řecký chrám je sám o sobě dost netradiční, protože byl postaven ve městě, které z větší části tvořilo neřecké etnikum.

### Divadlo

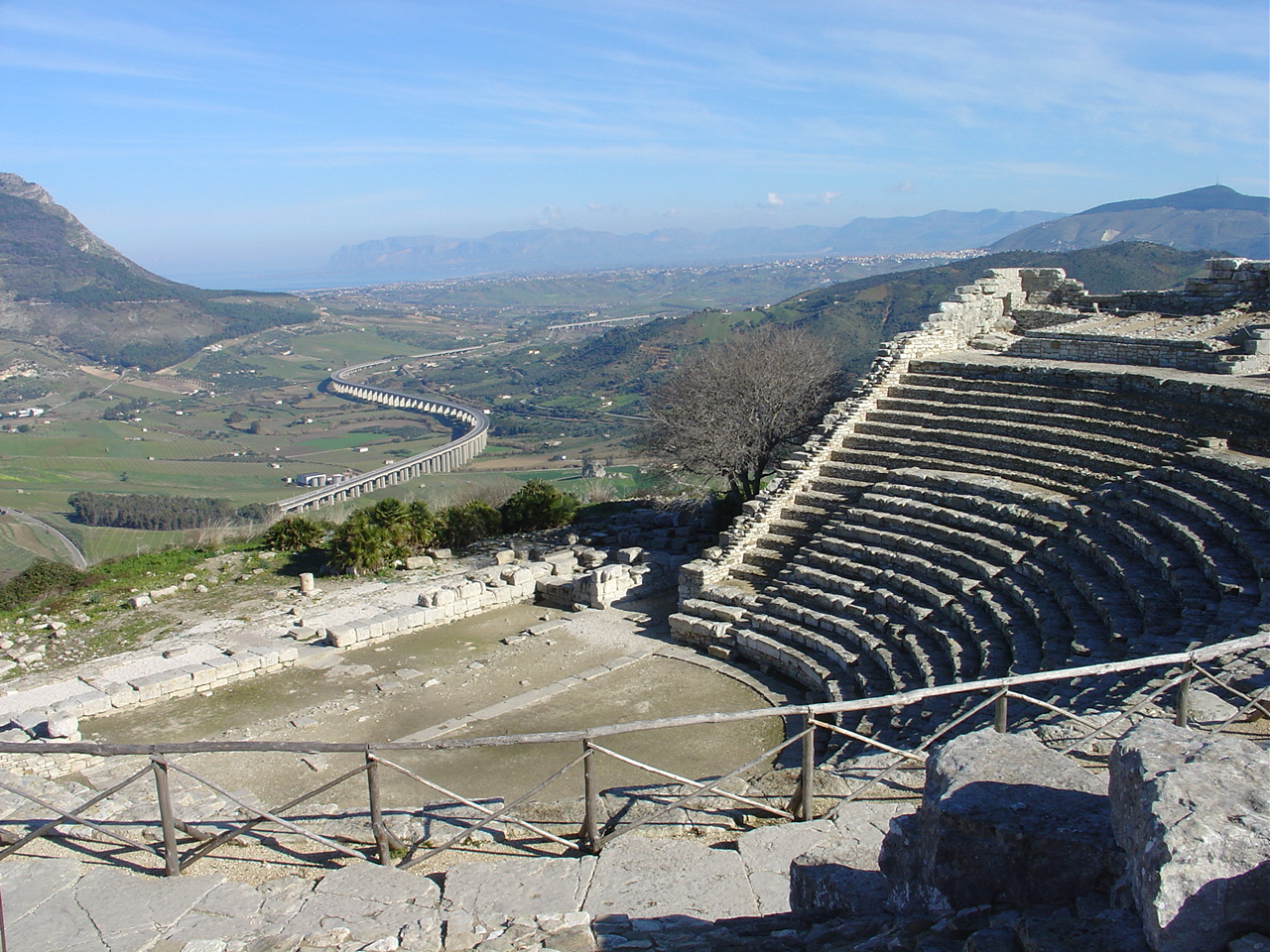
Divadlo

Divadlo se nachází na vrcholku hory, odkud je na sever vidět scénické panorama.